# Шумятино (Калужская область)
Шумя́тино — деревня в Малоярославецком районе Калужской области России. Административный центр сельского поселение «Деревня Шумятино».

## География
Деревня находится на берегу реки Талинка, на автодороге А130, на расстоянии 5 км к юго-западу от города Малоярославец, административного центра района.

### Часовой пояс
Деревня Шумятино, как и вся Калужская область, находится в часовой зоне МСК (московское время). Смещение применяемого времени относительно UTC составляет +3:00.

## История
В 1782 году — сельцо на оврагах Шумятинский и Шелехиновский Малоярославецкого уезда Калужской губернии. Сельцом владели Дарья Андреевна Суворцева, Иван Алексеевич Хвощинский, Данила Самсонович Севергин, Василий Андреевич Севергин.

## Население
| 2002 | 2010 |
| ---- | ---- |
| 258  | ↗300 |